# 纳瓦尔佩拉尔德皮纳雷斯
纳瓦尔佩拉尔德皮纳雷斯，是西班牙卡斯蒂利亚-莱昂阿维拉省的一个市镇。 总面积50km2, 总人口782人（2001年），人口密度16人/km2。